# Manoba rectilinea
Manoba rectilinea är en fjärilsart som beskrevs av Pieter Cornelius Tobias Snellen 1879. Manoba rectilinea ingår i släktet Manoba och familjen trågspinnare. Inga underarter finns listade i Catalogue of Life.